# I dag mig i morgen dig
I dag mig i morgen dig er en dansk dokumentarfilm fra 1983, der er instrueret af Anders Lykkebo.

## Handling
En debatfilm, der er blevet til i en kollektiv proces, i tæt samarbejde mellem filmholdet, patienter og personale på Dianalund Nervesanatorium. Filmen er opdelt i to afsnit. Under optagelserne til den første del var filmholdet i en periode selv 'indlagt' på sanatoriet. Filmens anden del, 2 år efter, er optagelser af de samme fem patienter, der nu er kommet hjem.